# Didargylyç Urazov
Didargylyç Urazov (27 februari 1977 – 7 juni 2016) was een Turkmeens voetballer. Hij speelde bij onder meer het Oekraïense Metalist Charkov, Nisa Ashgabat en het Kazachse Irtysh Pavlodar. Hij was aanvaller en kwam uit voor het Turkmeens voetbalelftal.
Hij begon met voetballen in 1996 bij het Turkmeense Nisa Ashgabat. Daar voetbalde hij zes jaar lang en in 2002 ging hij naar zijn eerste buitenlandse club, Irtysh Pavlodar. Hij was hier twee seizoenen actief, waarin hij 48 duels meespeelde en negentienmaal scoorde. Hij debuteerde in 1996 in het nationale elftal en speelde vijftien interlands. Urazov maakte deel uit van de Turkmeense selectie op het Aziatisch kampioenschap voetbal 2004.
Hij overleed op 39-jarige leeftijd.

## Erelijst
- Ýokary Liga: 1996, 1999, 2001, 2003, 2010, 2011
- Beker van Turkmenistan: 1998
- Topscorer Ýokary Liga: 1999 (16, gedeeld met Rejepmyrat Agabaýev en Şarafutdin Jumanyýazov), 2001 (32)
- Premjer-Liga (Kazachstan): 2003
- Kazachse voetbalbeker: 2007
- UEFA Intertoto Cup 2007 (1 van de 11 winnaars)